# Ruten-Lattich
Der Ruten-Lattich (Lactuca viminea) ist eine Pflanzenart aus der Gattung Lattich (Lactuca) innerhalb der Familie der Korbblütler (Asteraceae).

## Beschreibung

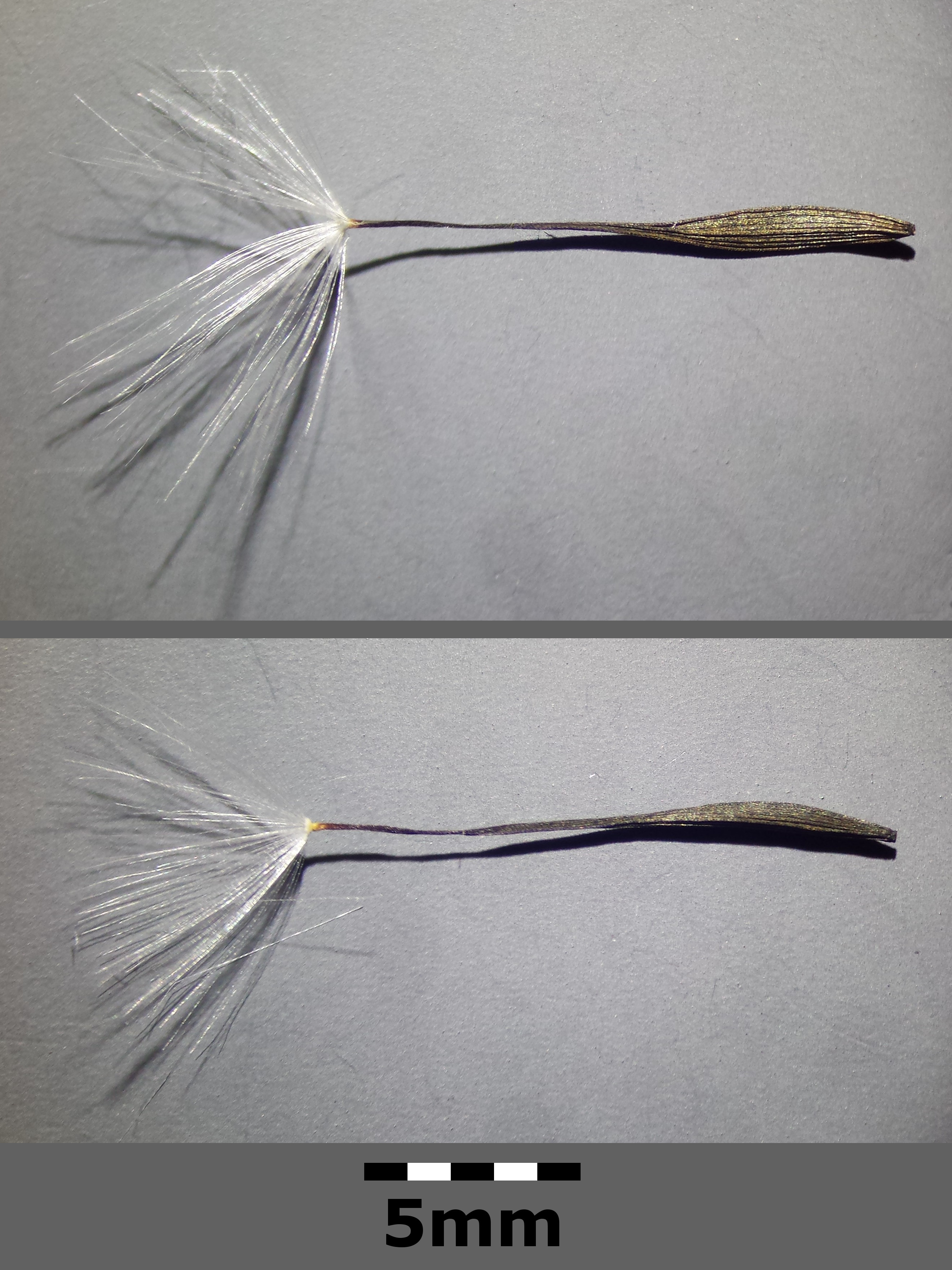
Die Achänen sind geschnäbelt und weisen einen Pappus mit ungefiederten, reinweißen Haaren auf.

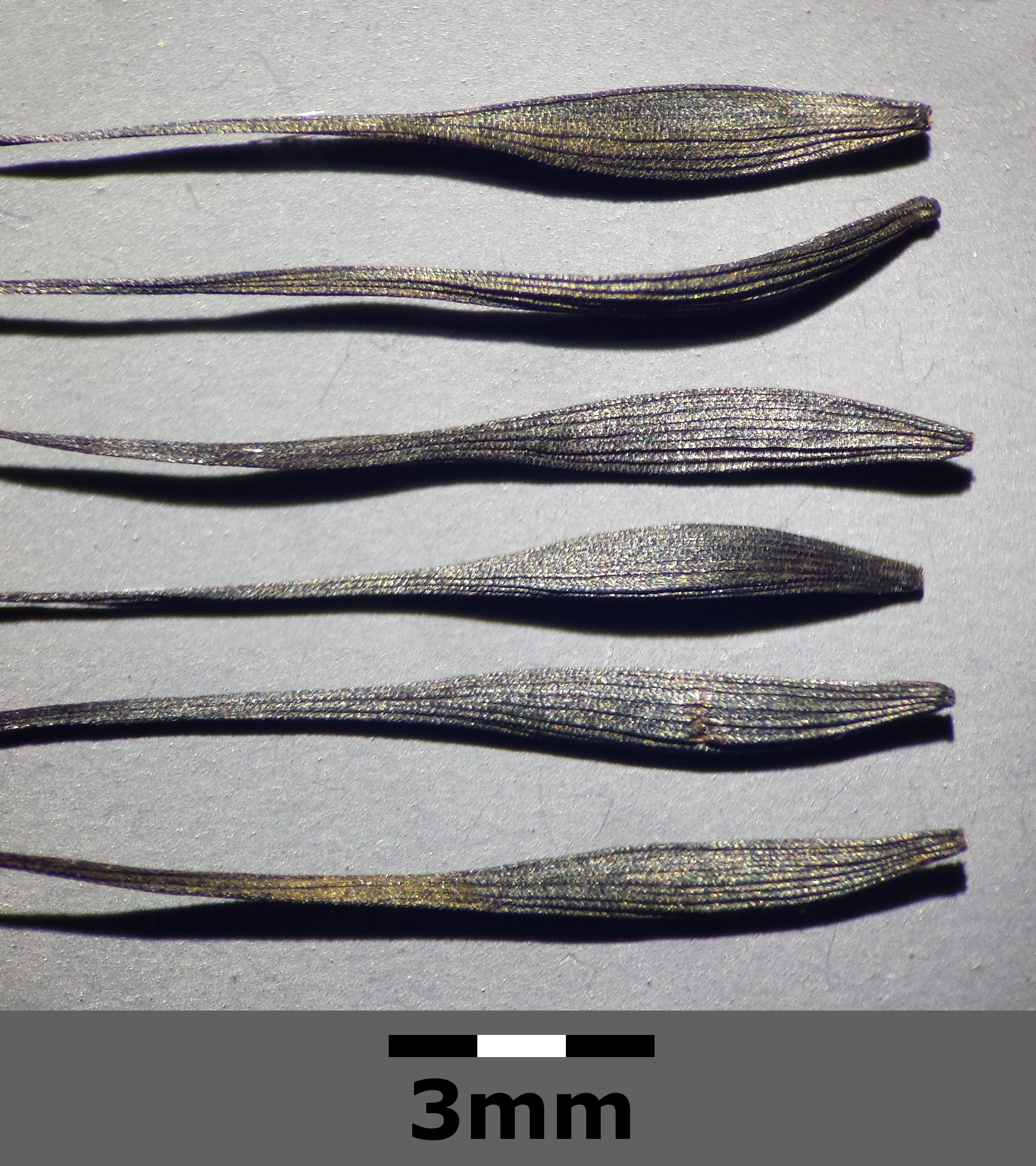
Die Fruchtkörper der Achänen sind flach zusammengedrückt.

### Vegetative Merkmale
Der Ruten-Lattich ist ein zweijähriger, möglicherweise immergrüner Hemikryptophyt, der Wuchshöhen von 30 bis 60, selten bis zu 120 Zentimetern erreicht. Diese Halbrosettenpflanze bildet eine Rübe aus. Der Stängel ist aufrecht, gelblichweiß und markig und nach oben in zahlreiche verlängerte rutenförmige aufrecht-abstehende Äste geteilt.
Die Blattspreiten der untersten Laubblätter sind schrotsägeförmig fiederspaltig mit lanzettlichen oder linealischen, ganzrandigen oder gezähnelten Zipfeln, sie sind in den Blattstiel verschmälert. Die mittleren und oberen Laubblätter sind kleiner, fiederspaltig, haben am Grund zwei linealische Öhrchen und sind am Stängel herablaufend.

### Generative Merkmale
Die Blütezeit reicht von Juli bis August. Die Blütenkörbe sind an den verlängerten Ästen ährig angeordnet. Die Korbhülle ist bei einer Länge von etwa 1 Millimetern walzlich. Die Hüllblätter sind dachig angeordnet; die äußeren sind eilanzettlich, die innersten linealisch; alle sind weiß berandet. Die Blütenkörbe enthalten nur fünf Zungenblüten. Die Zungenblüte sind blassgelb und auf dem Rücken rötlich überlaufen.
Die Achänen sind mit Schnabel 15 Millimeter lang, schwarz, gerieft, querrunzelig und allmählich in den Schnabel verschmälert.
Die Chromosomenzahl beträgt 2n = 18.

## Ökologie
Auf dem Ruten-Lattich wurden die Pilze Erysibe cichoriacearum und Puccinia lactucarum beobachtet.
Gallbildungen wurden durch Timaspis phoenixopodes hervorgerufen.

## Vorkommen
Der Ruten-Lattich kommt vor in Europa, den Kanaren, Nordafrika, Westasien, Turkmenistan und im Kaukasusraum.
In Deutschland ist der Ruten-Lattich ausgestorben. Früher kam er in Sachsen an der Elbe sowie als unbeständiger Neophyt möglicherweise auch in Sachsen-Anhalt vor. In Österreich kommt er im Burgenland und in Niederösterreich vor; in der Schweiz im Kanton Wallis.
Der Ruten-Lattich wächst auf trockenen Felsfluren, in lückigen Trockenrasen und in Trockengebüschsäumen. Sie wächst in Gesellschaften der Ordnung Agropyretalia, aber auch der Klasse Festuco-Brometea oder des Verbands Geranion sanguinei.
Die ökologischen Zeigerwerte nach Landolt et al. 2010 sind in der Schweiz: Feuchtezahl F = 1+ (trocken), Lichtzahl L = 3 (halbschattig), Reaktionszahl R = 4 (neutral bis basisch), Temperaturzahl T = 4+ (warm-kollin), Nährstoffzahl N = 2 (nährstoffarm), Kontinentalitätszahl K = 4 (subkontinental).

## Systematik
Die Erstveröffentlichung erfolgte durch Carl von Linné. Die Neukombination zu Lactuca viminea (L.) J.Presl & C.Presl wurde durch Jan Svatopluk Presl und Karel Bořivoj Presl veröffentlicht.
Je nach Autor gibt es einige Unterarten:
- Lactuca viminea subsp. chondrilliflora (Boreau) St.-Lag.: Sie kommt in Marokko, Algerien, Tunesien, Portugal, Spanien, Frankreich, Italien und Kroatien vor.[6]
- Lactuca viminea subsp. ramosissima (All.) Arcang.: Sie kommt in Marokko, Spanien, Andorra, Frankreich, Korsika, Italien, Kroatien, Albanien, Griechenland und auf Inseln in der Ägäis vor.[6]
- Lactuca viminea (L.) J.Presl & C.Presl subsp. viminea.

## Bilder

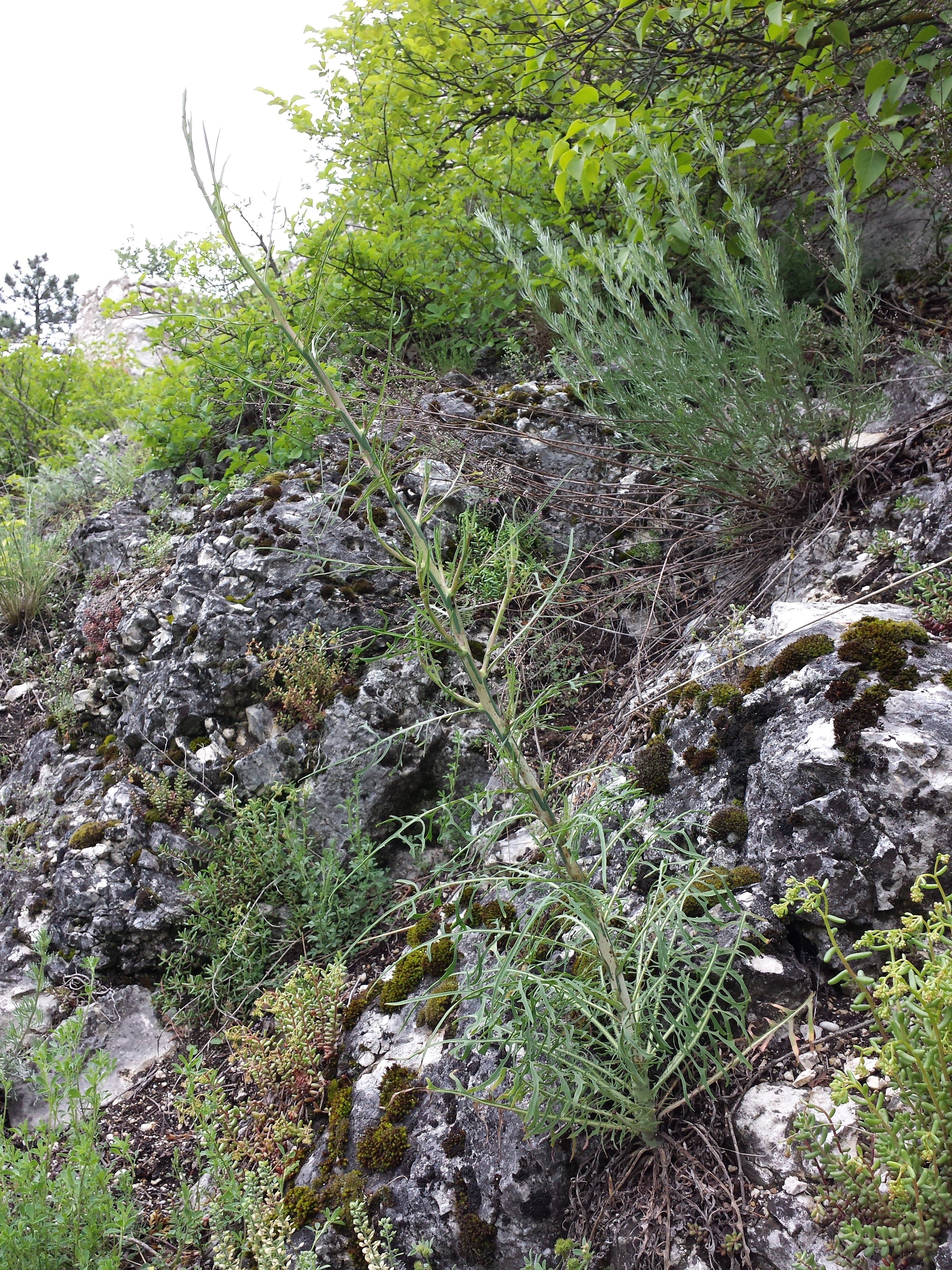
Staatzer Klippe: Habitus, der Stängel ist knochenartig und hart.
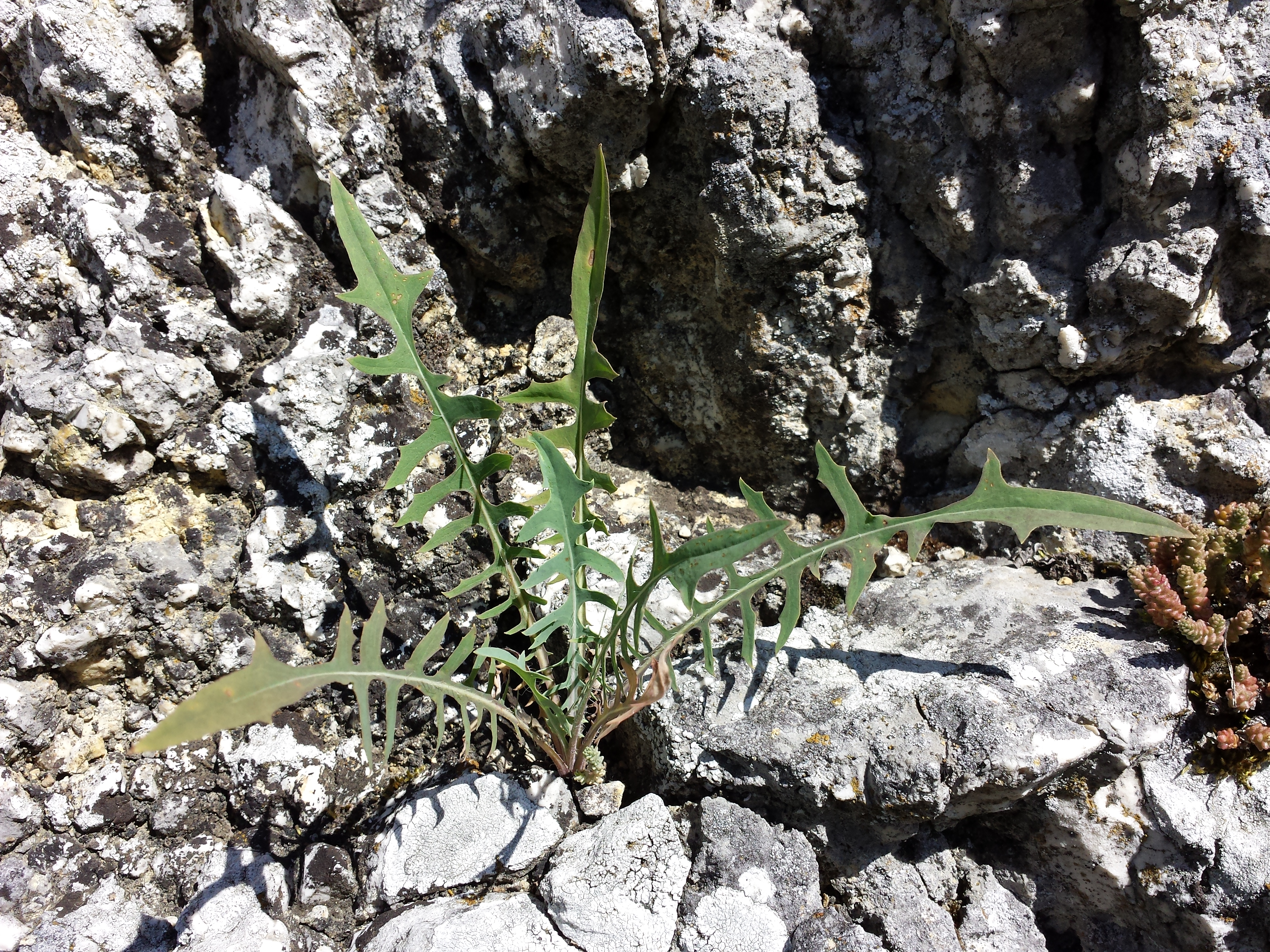
Grundrosette einer jungen Pflanze
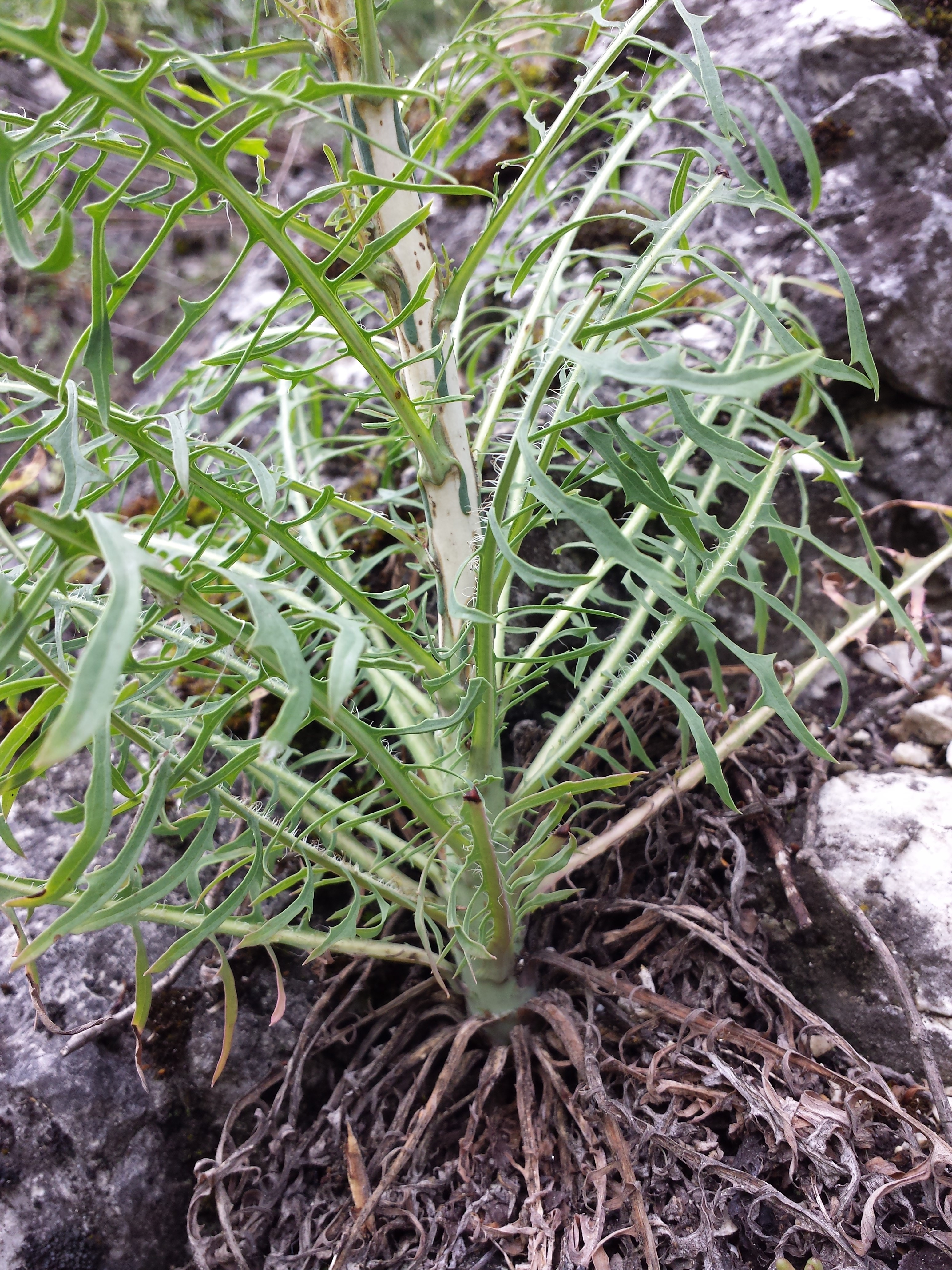
Stängelgrund mit abgestorbenen Grundblättern
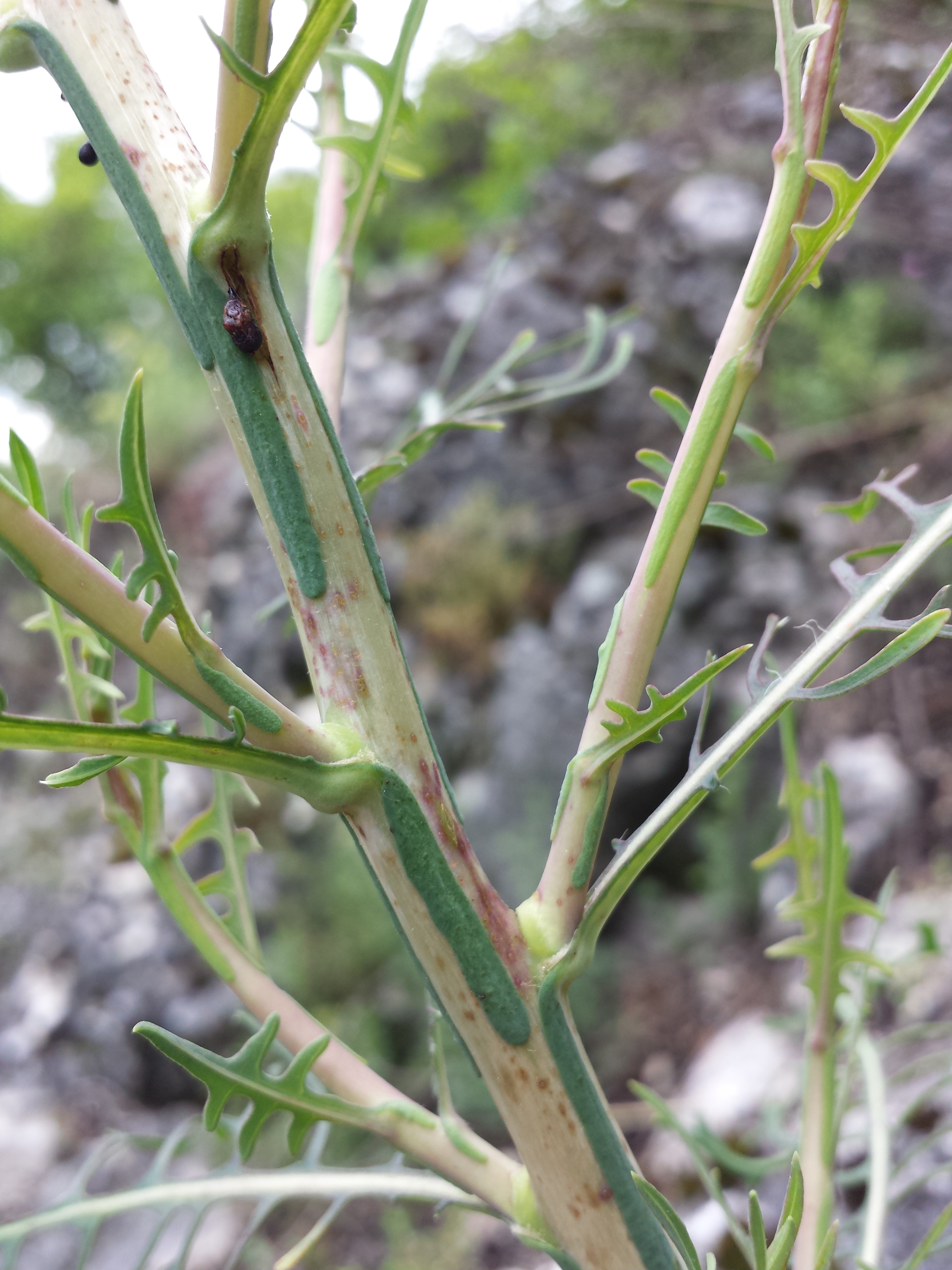
Die Laubblätter besitzen Öhrchen, die 1 bis 2 cm lang am Stängel herablaufen.
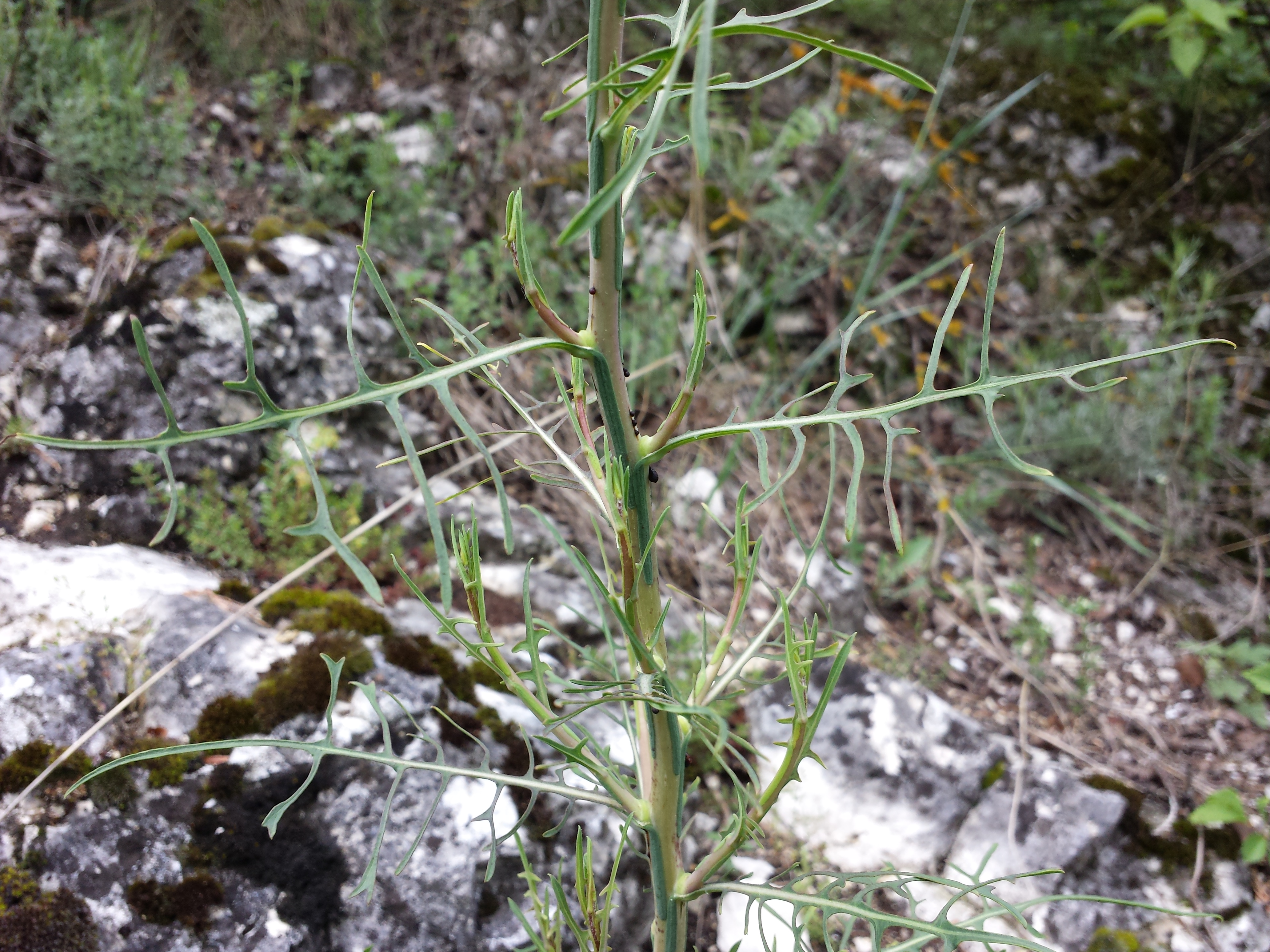
Die Laubblätter sind tief fiederteilig.
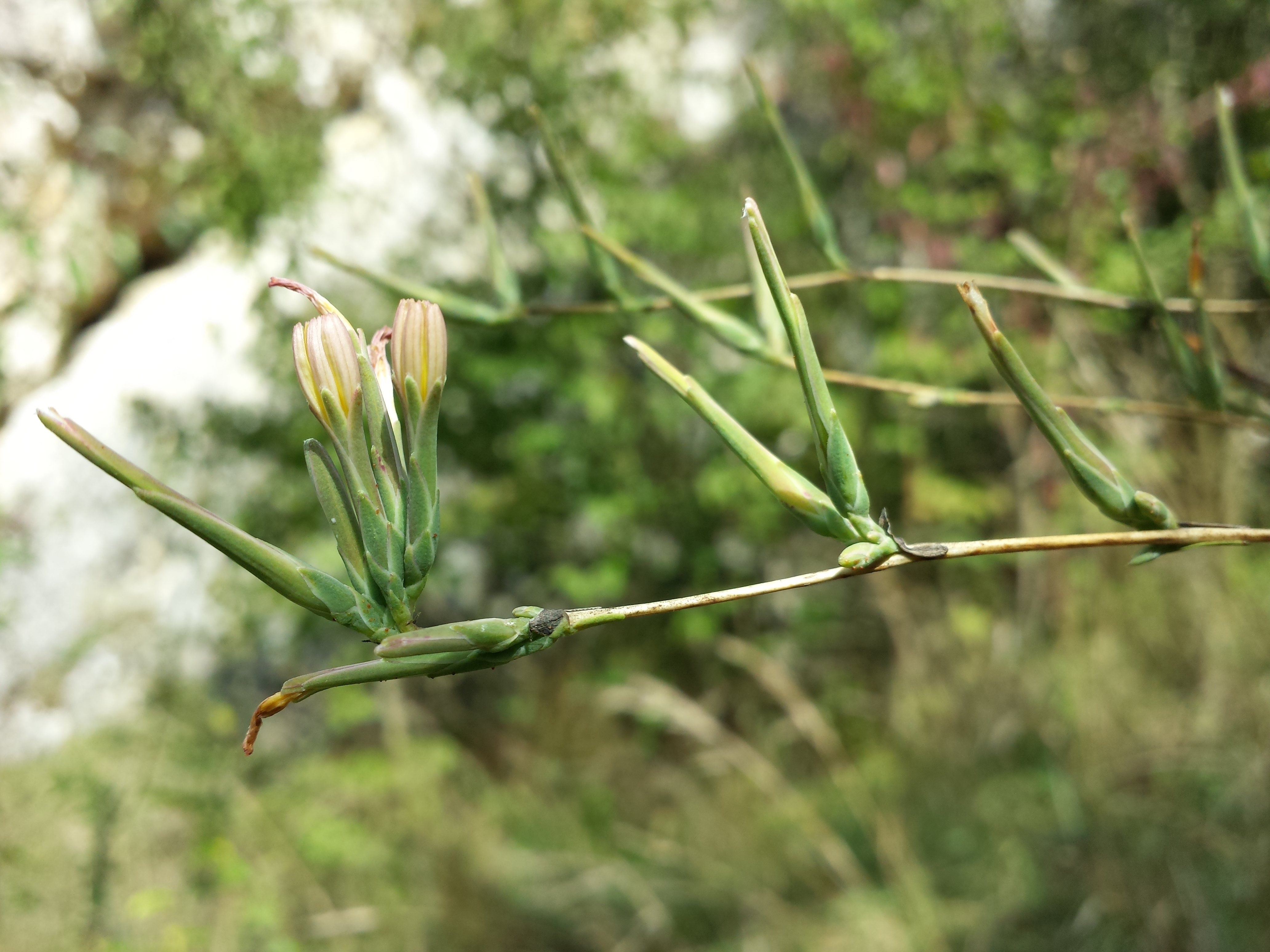
Blütenstand: jeder Korb weist meist fünf Zungenblüten auf.